# Meliosma gentryi
Meliosma gentryi är en tvåhjärtbladig växtart som beskrevs av G. Aymard C. och N. Cuello A. Meliosma gentryi ingår i släktet Meliosma och familjen Sabiaceae. Inga underarter finns listade.